# Іркліївський полк
Ірклі́ївський полк — адміністративно-територіальна і військова одиниця України доби козаччини, створений 1648 року. Полковий центр — містечко Іркліїв.
У 1648 році на чолі з полковником Михайлом Телюченком увійшов до складу Кропивнянського полку. У 1658 році гетьман Іван Виговський розділив останній на Лубенський та Іркліївський й призначив іркліївським полковником вірного йому Матвія Папкевича.
У 1659 році Іркліївський полк припинив своє існування.